# Cypripedium farreri
Cypripedium farreri é uma espécie de orquídea terrestre, família Orchidaceae, que habita a China.